# Saint-Paul-et-Valmalle
Saint-Paul-et-Valmalle är en kommun i departementet Hérault i regionen Occitanien i södra Frankrike. Kommunen ligger i kantonen Aniane som tillhör arrondissementet Lodève. År 2022 hade Saint-Paul-et-Valmalle 1 367 invånare.

## Befolkningsutveckling
Antalet invånare i kommunen Saint-Paul-et-Valmalle
Referens:INSEE